# Lenguas bódicas
Las lenguas bódicas, llamadas así por el etnónimo tibetano bod, son un grupo de lenguas sinotibetanas emparentadas en sentido amplio con el tibetano, aunque no todos sus hablantes se consideren étnicamente tibetanos. Diferentes eruditos dividen el grupo bódico de manera diferente, aunque actualmente tiende a dividirse este grupo en tibetano (tibérico) y bódico oriental. Las lenguas de este grupo se hablan en el Tíbet, norte de India, Nepal, Bután y norte Pakistán.

## Historia del término
Shafer, quien acuñó el término "bódico" dividió este grupo en "bódico occidental", "bódico central", "bódico meridional" y "bódico oriental". Shafer no aclara cuales de estos grupos descienden del tibetano clásico ("antiguo bódico" en su terminología) aunque aclara que el bódico occidental no sería descendiente del tibetano clásico. Hill (2010) apunta que las lenguas bódicas occidentales no pueden formar un grupo filogenético coherente con el resto, por lo define a las lengua bódicas como formadas exclusivamente por las lenguas tibéticas y el bódico occidental.
| Shafer            | Hill              | Bradley         |
| ----------------- | ----------------- | --------------- |
| Bódico occidental | Bódico occidental | Tamang- Gurung  |
| Bódico central    | Tibético          | Tibético        |
| Bódico meridional | Tibético          | Tibético        |
| Bódico oriental   | Bódico oriental   | Bódico oriental |
| ___               | ___               | Kanáurico       |
Nótese que Bradley (1997) incluye bajo el término bódico las lenguas himalayas occidentales (kanáuricas), además del tshangla y las lenguas tamang-gurung por lo que en su terminología "lenguas bódicas" equivale a lenguas tibeto-kanáuricas, con esta clasificación hace una clara diferencia entre los grupos bódico oriental y tibético, como dos unidades diferentes del bódico.
Además de las lenguas tibéticas, la rama bódica del tibetano-birmano es una de las ramas menos estudiadas de dicho grupo lingüística. Algunas lenguas adicionalemnte incluidas entre las lenguas bódicas son el bumthang (Michailovsky and Mazaudon 1994; van Driem 1995), el tshangla (Hoshi 1987; Andvik 1999), el dakpa (Lu 1986; Sun et al. 1991), zhangzhung (Nagano y LaPolla 2001), y posiblemente el zakhring (Blench & Post 2011).
Shafer considera que las lenguas bódicas orientales son el rama más conservadora o arcaizante de las lenguas bódicas. Van Driem (1994) describió estas lenguas habladas por los monpa de la Montaña Negra. Los monpa hablan también rukha que tiene una conjugación verbal según persona. Se ha propuesto que el sistema de concordancia verbal del proto-tibetano-birmano podría haberse conservado en esta conjugación de la lengua de monpa, y que la pérdida de la flexión verbal es un desarrollo relativamente reciente en otras lenguas bódicas. Existen diversas gramáticas del idioma monpa, entre ellas Das Gupta (1968) y Lu (2002). También se han publicado algunos artículos sobre el kurtoep, entre ellos Hyslop (2008a, 2008b, 2009).

## Comparación léxica
Los numerales en diferentes lenguas bódicas son:
| GLOSA | PROTO- TIBÉTICO | PROTO- BÓDICO OR. | PROTO- BÓDICO OCC. | PROTO- BÓDICO |
| ----- | --------------- | ----------------- | ------------------ | ------------- |
| '1'   | *gtšik          | *tʰiʔ             | *gtik              | *g-tik        |
| '2'   | *gnis           | *-ni              | *gni(s)            | *g-nis        |
| '3'   | *(g)sum         | *sum              | *sum               | *(g-)sum      |
| '4'   | *bži            | *bli              | *bli               | *b-li         |
| '5'   | *lŋa            | *ləŋa             | *(b)ŋa             | *l-ŋa *b-ŋa   |
| '6'   | *dɽuk           | *kroʔ *droʔ       | *ʈuk               | *d-rok *k-rok |
| '7'   | *bdun           | *nis              | *nis               | *nis          |
| '8'   | *brgyat         | *gyat             | *brkee             | *b-r-gyat     |
| '9'   | *dgu            | *dugu             | *ku                | *d-ku         |
| '10'  | *btšu           | *ʦʰi              | *ʧyu               | *ʦʰi-         |